# فيكتوريا فولتشكوفا
فيكتوريا يفغينييفنا فولتشكوفا (الروسية: Виктория Евгеньевна Волчкова ؛ اسمها متزوج: بوتسايفا ؛ من مواليد 30 يوليو 1982) هو مدرب روسي للتزلج ومنافس سابق. وهي صاحبة الميدالية البرونزية الأوروبية لأربع مرات (1999-2002) ، الحائزة على الميدالية البرونزية النهائية في سباق الجائزة الكبرى 2002 ، الحائزة على الميدالية الوطنية الروسية. وهي أيضًا بطلة نهائي بطولة جراند إيسو جونيور 1998 وحاملة الميدالية البرونزية للناشئين (1998- 1999).

## روابط خارجية
- فيكتوريا فولتشكوفا على موقع الاتحاد الدولي للتزلج (الإنجليزية)
- فيكتوريا فولتشكوفا على موقع أوليمبيديا (الإنجليزية)
- Viktoria Volchkova في الاتحاد الدولي للتزلج
- "Viktoria Volchkova (Butsaeva)" (بالروسية). fskate.ru. Archived from the original on 2019-11-11.